# Der Gründer
Der Gründer ist eine Filmkomödie und das Regiedebüt von Eric Dean Hordes. Das Werk hatte seine Uraufführung am 21. Dezember 2012 als „Weltuntergangspremiere“ im Berliner Kino Babylon. Der Film wird von der Turbine Media Group auf DVD und als Stream bei Amazon Prime video herausgegeben.

## Handlung
Der Porno-Produzent Gerhard Hornbacher entdeckt eines Nachts auf seinem Dach den Antorianer Torok, der dort mit seiner Fliegenden Untertasse gelandet ist. Hornbacher kann den Außerirdischen überwältigen und erlangt die Macht über dessen Beam- und Formwandler-Technologie, von der er sich einen enormen Reichtum erhofft. Doch anstatt die Allmacht der extraterrestrischen Geräte direkt einzusetzen, wählt Hornbacher einen vielschichtigeren Weg. Als „Gründer“ eröffnet er zusammen mit seinem Porno-Team den spirituellen Fernsehsender Kanal Teleportal. Der Gründer nimmt das vom Maya-Kalender prophezeite Ende der Welt für das Jahr 2012 zum Anlass, um 144.000 Menschen gegen Bezahlung die Zuflucht auf dem Planeten Antoria zu gewähren. Unterstützung erhält der Gründer von der Pornodarstellerin Angella Atoma, die sich nun als Gottes Sprachrohr Guriella ausgibt. Kanal Teleportal stellt sich für Hornbacher als ein großes Verlustgeschäft heraus. Dies bringt ihn dazu, den Formwandler einzusetzen und so das Antlitz Gottes als Geldeintreiber zu missbrauchen. Endlich klingelt die Kasse und Hornbacher sieht sich schon als Multimillionär in Thailand, wäre da nur nicht der Plan 9 der Antorianer.

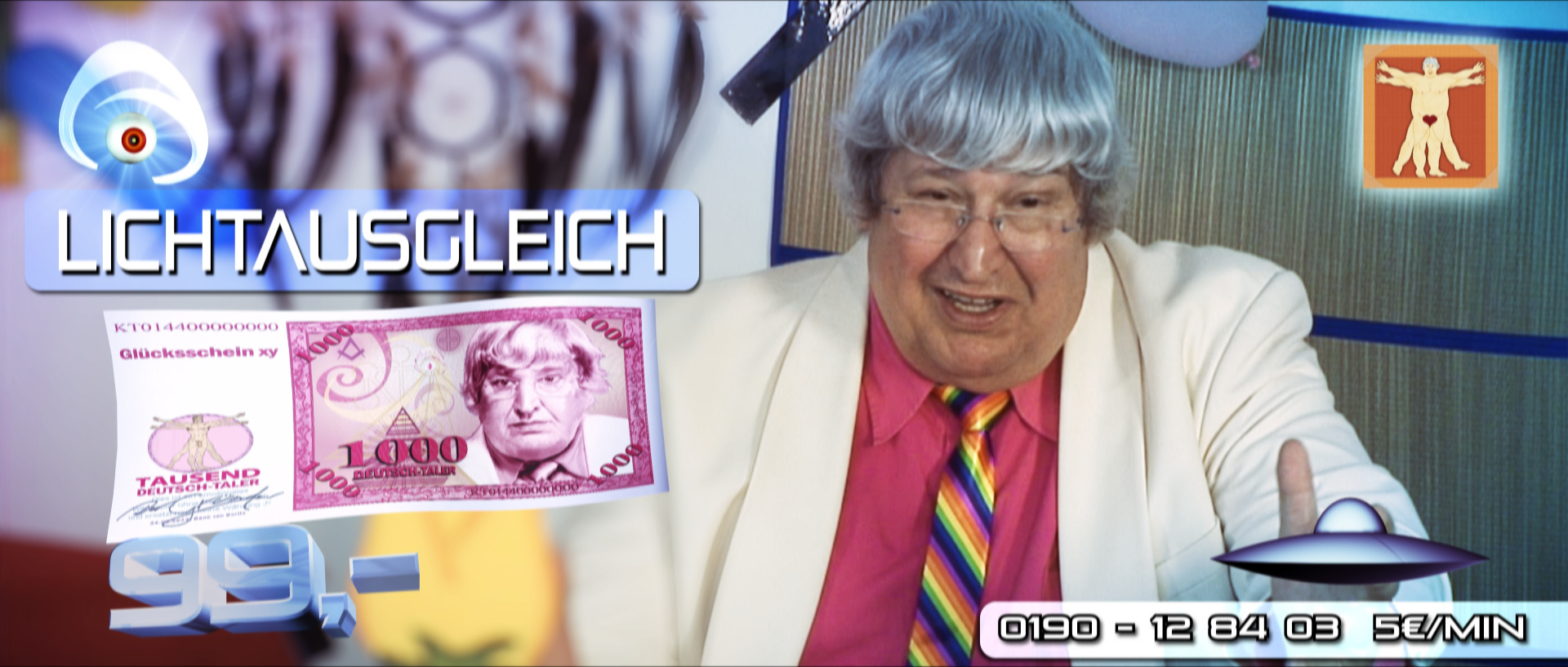
Helmut Krauss als Thomas G. Hornbacher

Wolfgang Völz als animierte Gottes-Gestalt

Kino Babylon mit der Ankündigung zur Weltuntergangspremiere

## Hintergrund
Hordes besuchte im Juni 2008 gemeinsam mit der Sängerin Jennah Karthes den Fernsehsender Kanal Telemedial während einer Live-Sendung. Aus Begeisterung schrieb er danach an zwei Tagen ein Drehbuch für einen Trashfilm und drehte diesen danach.
Helmut Krauss war so sehr vom Drehbuch fasziniert, dass er den Film mitproduziert hat.
Der Film persifliert nicht nur Hornauer, sondern karikiert auch die Sektenführerin Uriella sowie andere Fernsehformate wie Astro TV. Als Stilmittel werden Effekte genutzt, die an die Science-Fiction-B-Movies der 1950er-Jahre erinnern.
Einer dieser Effekte ist die vollständige Nachsynchronisation in der Postproduktion, wobei einige Darsteller dabei von Synchronsprechern wie Wolfgang Völz, Marianne Groß oder Eberhard Prüter nachvertont wurden.
Der Darsteller Ingo Frischeisen war während der Fernsehzeit von Telemedial in den Sendungen als Moderator und Musiker im Einsatz. Er parodiert sich im Film als Ingo Ingold selbst.
Der Travestiekünstler Ades Zabel parodiert als Klatschreporterin Gina Gaydt die BILD-Redakteurin Tina Gaedt, die immer aktuell über Hornauers Eskapaden berichtet.
Schauspieler Helmut Krauss äußerte sich am 11. Mai 2011 in Bettina Tietjens Sendung Das! wie folgt über den Gründer-Film: „[…] daraus hat er ein Drehbuch gemacht über einen Fernsehmann, den es auch gibt, der jetzt aber keinen Kanal mehr hat. Kanal Telemedial hieß das früher.“
Unter dem Titel „Der König von TikTok“ produzierte der WDR mit Unterstützung des SWR eine achtteilige Podcast-Serie über Thomas G. Hornauer. In dieser Serie wird in der vierten und fünften Folge durch ein Interview mit Eric Hordes beleuchtet, wie er durch Hornauer inspiriert wurde, den Gründer Film zu drehen. Hordes berichtet, dass Hornauer ihm anschließend drohte, den Film zu unterlassen, allerdings scheint dies lediglich ein Werbeeffekt gewesen zu sein.

## Telemedialer Gerichtsprozess
Aufgrund der Bekanntheit Thomas Hornauers erlangte der Film in seiner Entstehungsphase ein gewisses mediales Interesse. Hornauer äußerte sich während seiner Live-Sendungen mehrfach negativ über das Filmprojekt, er vermutete eine Verhöhnung seiner Telemedialen Idee.
Hornauer wurde vom Landgericht Stuttgart das Recht zugesprochen, den Film vor seiner Kinopremiere innerhalb von zwei Wochen zweimal anzusehen, und gegen Stellen, die die Ehre seiner Person verletzen, Einspruch zu erheben. Nach dem ersten Termin teilte Hornauer Hordes per Mail mit, dass seine Person nicht zu erkennen sei und er weitere Schritte als „Zeit- und Geldverschwendung“ sehe. Daraufhin konnte der Film veröffentlicht werden.

## Kritiken
„Weder die Reinheit noch die Genialität meiner Person kommen im Film zur Geltung!“

„Herrlich abgedreht! Schöne Satire auf den täglichen TV-Wahnsinn!“

„Eine Sammlung herrlich kurioser Aktionen“

## Besetzung
| Figur                 | Darsteller           | Deutscher Sprecher |
| --------------------- | -------------------- | ------------------ |
| Gerhard Hornbacher    | Helmut Krauss        | Helmut Krauss      |
| Angella Atoma         | Vera Göpfert         | Marianne Groß      |
| Glenny Rosenberg      | Uwe Karpa            | Uwe Karpa          |
| Torok                 | Santiago Ziesmer     | Santiago Ziesmer   |
| Tobias Hornbacher     | Pierre Kiwitt        | Karlo Hackenberger |
| Belana Hodžić         | Julie Trappett       | Julie Trappett     |
| Ingo Ingold           | Ingo Frischeisen     | Eberhard Prüter    |
| Simonetta Paternostro | Cecilia Pillado      | Gisela Fritsch     |
| Gina Gaydt            | Ades Zabel           | Ades Zabel         |
| Jesus                 | Rainer König         | Georg Tryphon      |
| She-Borg              | Julia Kratz          | Luise Lunow        |
| Esak DeVito           | Michael Schumacher   | Sascha Rotermund   |
| Der Prophezeier       | Eric Hordes          | Eric Hordes        |
| Justin                | Volkmar Leif Gilbert | Alessandro Alioto  |
| Dämon                 | Britta Selling       | Britta Selling     |
| Gott                  | Wolfgang Völz        | Wolfgang Völz      |

## Kurzfilm „Lichtschiffe über Europa“
Während der Recherche zum Film entstand der Trash-Kurzfilm „Lichtschiffe über Europa“ (38 Minuten), der 2013 als Bonusfilm auf der DVD veröffentlicht wurde.
Darin prophezeit ein deutschsprachiger Einsiedler (Johannes Sisko), der sich als „Der Gründer“ bezeichnet, für einige Tausend Erdbewohner eine heilige Erlösung durch ein Lichtschiff aus dem Weltraum. Da Meteoriteneinschläge näher kommen, beamt er seine schrullige Tochter „Little White Cloud“ (Vera Göpfert) zu dem silbernen Ufo. Mutmaßlich jedoch wurde sie von einem bärtigen Typen namens „Jesus Charly“ (Karl Danguillier) abgefangen und verweilt mit ihm nun auf einem Bauernhof in Bayern. Trotz des Unmuts über diesen Umstand wirbt „Der Gründer“ weiterhin um Geldspenden für die Errettung der Auserwählten Erdlinge.